# Paul Laband
Paul Laband, född 24 maj 1838 i Breslau, död 23 mars 1918 i Strassburg, var en tysk rättslärd. 
Laband blev 1864 professor i Königsberg och 1872 i Strassburg samt dessutom 1880 medlem av statsrådet för Elsass-Lothringen. Sin största berömmelse vann Laband som den moderna statsrättsvetenskapens grundläggare i den meningen, att genom honom statsrätten blev en ej blott politisk vetenskap, utan också en rent juridisk disciplin, likställd med övriga juridiska vetenskapsgrenar. 
Laband införde i statsrättsforskningen allmänt juridiska begrepp och juridisk metod samt ställde därigenom de statsrättsliga instituten i skarpare rättslig belysning och utformning än förr, särskilt genom deras motsättning mot de privaträttsliga, med vilka de äger beröringspunkter av olika slag. Laband förvärvade även stort anseende på den germanistiska rättens och den moderna handelsrättens områden. 
Under första världskriget undertecknade Laband det kontroversiella "Nittiotres manifest", vilket uttalade sitt stöd för Tysklands deltagande i kriget.
Bland hans arbeten kan nämnas Beiträge zur Kunde des Schwabenspiegels (1861), Die Vermögensrechtlichen Klagen nach den sächsischen Rechtsquellen des Mittelalters (1869), Das Budgetrecht (1871), Das Staatsrecht des Deutschen Reichs (1876-82; 4:e upplagan 1901; i förkortad form i Marquardsens "Handbuch des öffentlichen Rechts der Gegenwart", 5:e upplagan 1909, och till sina grunddrag i Hinnebergs "Kultur der Gegenwart", 1906). 
Laband påbörjade jämte Goldschmidt utgivningen av "Zeitschrift für das gesamte Handelsrecht", och jämte Stoerk med flera "Archiv für öffentliches Recht", "Deutsche Juristenzeitung" samt det Marquardsenska fortsättningsverket "Das öffentliche Recht der Gegenwart" i två serier, en systematisk och en (sedan 1907) periodisk ("Jahrbuch").